# Listă de regizori de film - G
|  | Liste alfabetice de regizori de film A - B - C - D - E - F - G - H - I - J - K - L - M - N - O - P - Q - R - S - T - U - V - W - X - Y - Z |

| - Roland Gall (* 1936) - Vincent Gallo (* 1962) - Abel Gance (1889 - 1981) - Katja von Garnier (* 1966) - Louis J. Gasnier - Philippe Garrel (* 1947) - Hans W. Geißendörfer (* 1941) - K. G. George - Nana Georgiazde (* 1948) - Pietro Germi - Matti Geschonneck (* 1952) - Mel Gibson (* 1956) - Lewis Gilbert | - Terry Gilliam (* 1940) - Marco Tullio Giordana (* 1950) - Jose Giovanni (1923 - 2004) - Ritwik Ghatak (1925 - 1976) - Vadim Glowna (* 1941) - Jean-Luc Godard (* 1930) - Michel Gondry - Stuart Gordon - Claude Goretta (* 1929) - Heinosuke Gosho - Hans-Dieter Grabe (* 1937) - Dominik Graf (* 1952) - F. Gary Gray | - Peter Greenaway (* 1942) - Jean Grémillon (1901 - 1959) - Wolf Gremm (* 1942) - D. W. Griffith (1875 - 1948) - Val Guest - Yilmaz Güney (1937 - 1984) - Egon Günther (* 1927) - John Guillermin - Sacha Guitry (1885 - 1957) - Tomás Gutiérrez Alea (1928 - 1996) - Alice Guy-Blaché (1873 - 1968) |